# George Samouelle
George Samouelle (c. 1790 — 1846) foi um curador no British Museum (Natural History) que, apesar de considerado de pouca valia científica, descreveu diversos géneros de insectos. Um seu manual de colecta e conservação de insectos foi muito influente durante a última metade do século XIX.